# Mörttjärnen (Glava socken, Värmland, 660322-131734)
Mörttjärnen är en sjö i Arvika kommun i Värmland och ingår i Göta älvs huvudavrinningsområde. Sjön har en area på 0,0811 kvadratkilometer och ligger 110,7 meter över havet.

## Delavrinningsområde
Mörttjärnen ingår i det delavrinningsområde (660398-131785) som SMHI kallar för Mynnar i Glafsfjorden. Medelhöjden är 120 meter över havet och ytan är 24,37 kvadratkilometer. Räknas de 27 avrinningsområdena uppströms in blir den ackumulerade arean 332,84 kvadratkilometer. Glasälven (Sörbohedsälven) som avvattnar avrinningsområdet har biflödesordning 3, vilket innebär att vattnet flödar genom totalt 3 vattendrag innan det når havet efter 256 kilometer. Avrinningsområdet består mestadels av skog (78 procent) och jordbruk (11 procent). Avrinningsområdet har 0,08 kvadratkilometer vattenytor vilket ger det en sjöprocent på 0,3 procent.